# Municipio de St. Francois (condado de Butler)
El municipio de St. Francois (en inglés: St. Francois Township) es un municipio ubicado en el condado de Butler en el estado estadounidense de Misuri. En el año 2010 tenía una población de 1794 habitantes y una densidad poblacional de 13,3 personas por km².

## Geografía
El municipio de St. Francois se encuentra ubicado en las coordenadas 36°51′52″N 90°17′29″O / 36.86444, -90.29139. Según la Oficina del Censo de los Estados Unidos, el municipio tiene una superficie total de 134.85 km², de la cual 132,89 km² corresponden a tierra firme y (1,46 %) 1,97 km² es agua.

## Demografía
Según el censo de 2010, había 1794 personas residiendo en el municipio de St. Francois. La densidad de población era de 13,3 hab./km². De los 1794 habitantes, el municipio de St. Francois estaba compuesto por el 98,05 % blancos, el 0,67 % eran afroamericanos, el 0,11 % eran amerindios, el 0,17 % eran asiáticos, el 0,17 % eran de otras razas y el 0,84 % eran de una mezcla de razas. Del total de la población el 0,56 % eran hispanos o latinos de cualquier raza.